# Мессьє 74
Мессьє 74 (також знана як М74 та NGC 628) є спіральною галактикою в сузір'ї Риб. Вона знаходиться на відстані близько 32 мільйонів світлових років від Землі. М74 складається з двох чітко виражених спіральних рукавів. Низька поверхнева яскравість робить її найтяжчим об'єктом каталогу Мессьє для астрономів любителів. Однак відносно великі кутові розміри, роблять цю галактику ідеальним об'єктом для професійних астрономів які бажають вивчати спіральні рукави та хвильову щільність структури. Передбачається, що М74 є домівкою для 100 мільярдів зірок.

## Відкриття
Галактика М74 була відкрита П'єром Мешен в 1780 році. Пізніше Мешен передав своє відкриття Шарлю Мессьє, якій додав цей об'єкт до свого каталогу.

## Цікаві характеристики
У галактиці М74 було відкрито дві наднові зірки, SN 2002ap та SN 2003gd .
SN 2002ap привернула до себе увагу тому що це одна з небагатьох наднових типу Ic (або гіпернова) яка спостерігалася в останні роки в межах 10 мегапарсек. Ця наднова була використана для перевірки теорії про походження зірок типу Ic на більш дальніх відстанях та теорії про зв'язок між вибухами наднових і гамма-випромінювання.
SN 2003gd супернова типу II-P. Зірки типу II-P мають визначену світність, так що їх можуть використовувати для точного вимірювання відстаней. Відстань до М74, котра була виміряна за допомогою SN 2003gd, становить 9,6 ± 2,8 мпк, або 31 ± 9 млн. світлових років. Для порівняння відстань виміряна за допомогою яскравих надгігантів становить 7,7 ± 1,7 мпк та 9,6 ± 2,2 мпк.
Мессьє 74 є найяскравішим членом групи галактик М74. Група складається з 5-7 галактик, до якої належить своєрідна спіральна галактика NGC 660 і кілька неправильних галактик.
22 березня 2005 року, було оголошено, що космічна рентгенівська обсерваторія Чанда спостерігала потужне джерело рентгенівського випромінювання (ULX) в галактиці М74. Це джерело випромінює більше рентгенівської енергії ніж нейтроні зірки з періодичністю близько двох годин. Це, за оцінками, маса близько 10.000 Сонць, і є показником середньої маси чорної діри. Таке випромінювання свідчить про можливу наявність досить рідкісної чорної діри, клас якої лежить десь між розміром зоряних чорних дірок і масивних чорних дір, які теоретично знаходяться в центрі багатьох галактик. Через це, також вважається що це може бути не чорна діра котра виникла від вибуху наднової, я, можливо, це скупчення менших чорних дір. Джерело рентгенівського випромінювання ідентифікується як CXOU J013651.1 +154547.

## Спостереження
Мессьє 74 знаходиться в 1,5°на схід-північно-схід від η Риб. Ця галактика друга за найнижчим показником з яскравості зі всіх об'єктів Мессьє (М101 має найменший).
Його дуже важко побачити коли небо темне і чисте і майже неможливо в місцях котрі страждають від світлового забруднення. Цю галактику краще всього розглядати на низьких збільшеннях, тому, що на великих збільшеннях дифузне випромінювання стає більш розширеним і стає занадто слабким, щоб відповідати за якісне спостереження.
Крім того. М74 легше розглядати боковим зором, коли око повністю адаптовано до темряви.

## Зображення

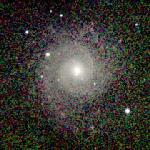
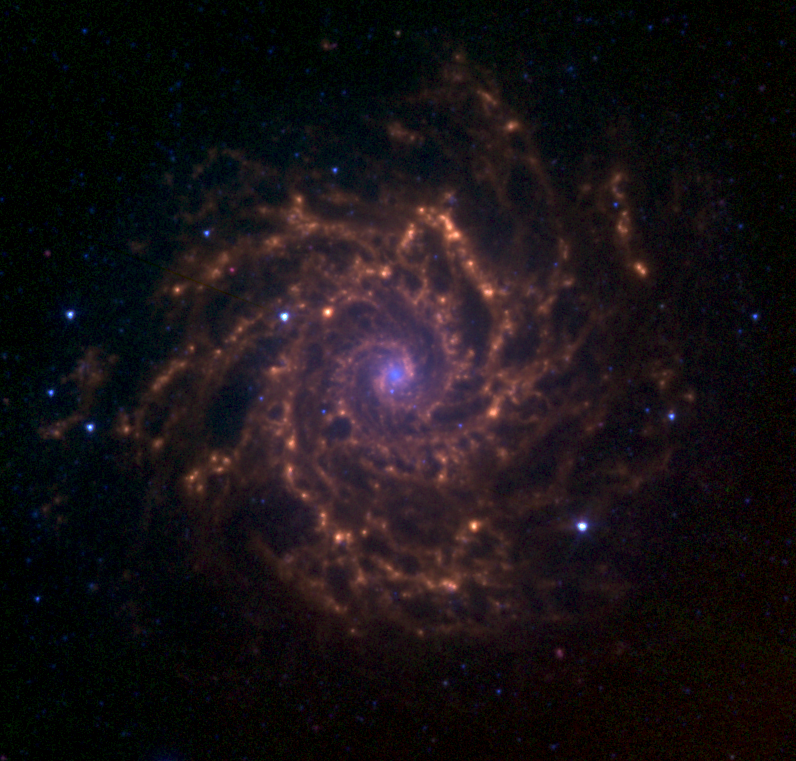
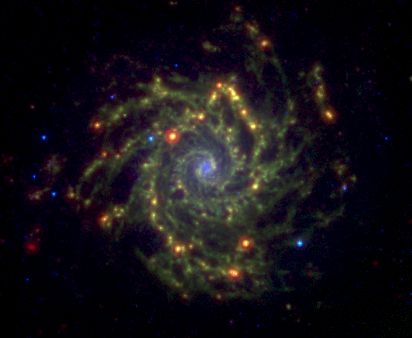

## Навігатори
| ◄ NGC 623 \| NGC 624 \| NGC 625 \| NGC 626 \| NGC 628 \| NGC 629 \| NGC 630 \| NGC 631 \| NGC 632 ► |

Координати:  01г 36м 41.8с, +15° 47′ 01″